# TEE L'Étoile du Nord
Il treno Étoile du Nord, dal nome della Stella polare, fu istituito nel 1927 tra Amsterdam e Parigi.